# Andrij Batsoela
Andrij Batsoela (Oekraïens: Андрій Бацула) is een Oekraïens voetballer die sinds 2021 uitkomt voor Dinamo Minsk. Zijn favoriete positie is linksachter.

## Carrière
Batsoela lag van 2009 tot 2014 onder contract bij Vorskla Poltava, dat hem van 2012 tot 2014 uitleende aan zijn ex-club Kremin Krementsjoek. Van 2014 tot 2017 speelde hij bij Zirka Kropyvnytsky, waarmee hij in 2016 naar de Premjer Liha promoveerde. In 2017 verhuisde hij naar PFK Oleksandrija, de nummer vijf van het seizoen daarvoor. 
In augustus 2018 maakte hij de overstap naar de Belgische eersteklasser KV Kortrijk.gehaald De West-Vlaamse club telde 250.000 euro voor hem neer. Batsoela speelde in twee seizoenen 29 wedstrijden voor KV Kortrijk, waarvan 24 in de competitie en vijf in de Beker van België.
Toen hij meer en meer van het voorplan verdween, verhuurde Kortrijk hem in juni 2020 aan de Wit-Russische eersteklasser Dinamo Minsk. In januari 2021 nam Minsk hem definitief over.